# Mimi Brănescu
Mimi Brănescu (născut Cornel Mihai Brănescu la 31 martie 1974, Lehliu, județul Călărași) este un scenarist, dramaturg și actor de film, televiziune, scenă și voce român.

## Biografie
A studiat actoria la Universitatea de Artă Teatrală și Cinematografică din București, la clasa Olga Tudorache, promoția 2000.

## Dramaturg
Și-a început și cariera de tânăr dramaturg cu piesa Bigudiuri, care a avut premiera în anul 2004 la Teatrul Nottara din București.
A mai scris și alte piese care s-au jucat la Teatrul Act din București, dintre care "Flori, fete, filme sau băieți" (Teatrul Act, București), "Dumnezeul de a doua zi" (Teatrul de Comedie, București), "Dacă ăla e cu aia, ai'a lui cu cine-o fi?" (Teatrul Tineretului din Piatra Neamț).
La Teatrul Național „Vasile Alecsandri” din Iași s-au jucat piesele sale: Gunoierul și Acasă la tata.

## Filmografie

### Actor
- Filantropica (2002)
- Un cartuș de Kent și un pachet de cafea (2004)
- Moartea domnului Lăzărescu (2005)
- Lombarzilor 8 (2006)
- Alexandra (2007)
- Boogie (2007)
- Medalia de onoare (2009)
- Tatăl fantomă (2009)
- Întâlniri încrucișate (2009)
- Casanova - identitate feminină (2010)
- Marți, după Crăciun (2010)
- Periferic (2010)
- Portretul luptătorului la tinerețe (2010) – Cpt. Aran Varlam
- Visul lui Adalbert (2011)
- Pozitia Copilului (2013)
- Sieranevada (2016)

### Scenarii
- 2006 - Lombarzilor 8 (serial TV)[3][4][5]
- 2009 - Fetele marinarului (serial TV)[6]
- 2012 - Las Fierbinți (serial de televiziune)[4]